# Без граница
Без граница (шп. Sin límites, енгл. Boundless), шпанска мини серија снимљена 2022. године. Серија верно приказује Магеланов пут око света (1519-1522) и снимљена је у склопу обележавања 500. годишњице првог опловљавања Земљине кугле у историји.

## Улоге
| Улога           | Глумац                 |
| --------------- | ---------------------- |
| Родриго Санторо | Фернандо Магелан       |
| Алваро Морте    | Хуан Себастијан Елкано |
| Niccolò Senni   | Антонио Пигафета       |

## Епизоде
| Бр. еп. (укупно) | Бр. еп. (у сезони) | Наслов                          | Редитељ    | Сценариста    | Премијера     |
| --- | ------------------ | ------------------------------- | ---------- | ------------- | ------------- |
| 1 | 1                  | "Мој краљ није хтео да ме види" | Simon West | Patxi Amezcua | 10. јун 2022. |
| Након што га је краљ Португала одбио, Магелан тражи други начин да оствари свој сан.                                 |                    |                                 |            |               |               |
| 2 | 2                  | "Траже те због издаје"          | Simon West | Patxi Amezcua | 10. јун 2022. |
| Португалска флота не може дозволити да експедиција успе и учиниће све што може да осигура да не успе.                |                    |                                 |            |               |               |
| 3 | 3                  | "Побуна се кажњава смрћу"       | Simon West | Patxi Amezcua | 17. јун 2022. |
| После скоро годину дана путовања, а да још увек није пронашла дестинацију, посада организује побуну против Магелана. |                    |                                 |            |               |               |
| 4 | 4                  | "Китови не пливају у рекама"    | Simon West | Patxi Amezcua | 17. јун 2022. |
| Радост и еуфорија од проналаска одредишта у супротности су са смрћу и очајем које ће посада наћи на путу.            |                    |                                 |            |               |               |
| 5 | 5                  | "Изабран си за капетана"        | Simon West | Patxi Amezcua | 17. јун 2022. |
| Филипинци ће морати да виде светлост или да се суоче са топовима и крстом.                                           |                    |                                 |            |               |               |
| 6 | 6                  | "Ветрови са истока"             | Simon West | Patxi Amezcua | 17. јун 2022. |
| Елкано доноси ризичну одлуку која ће променити ток историје.                                                         |                    |                                 |            |               |               |